# 多田寺

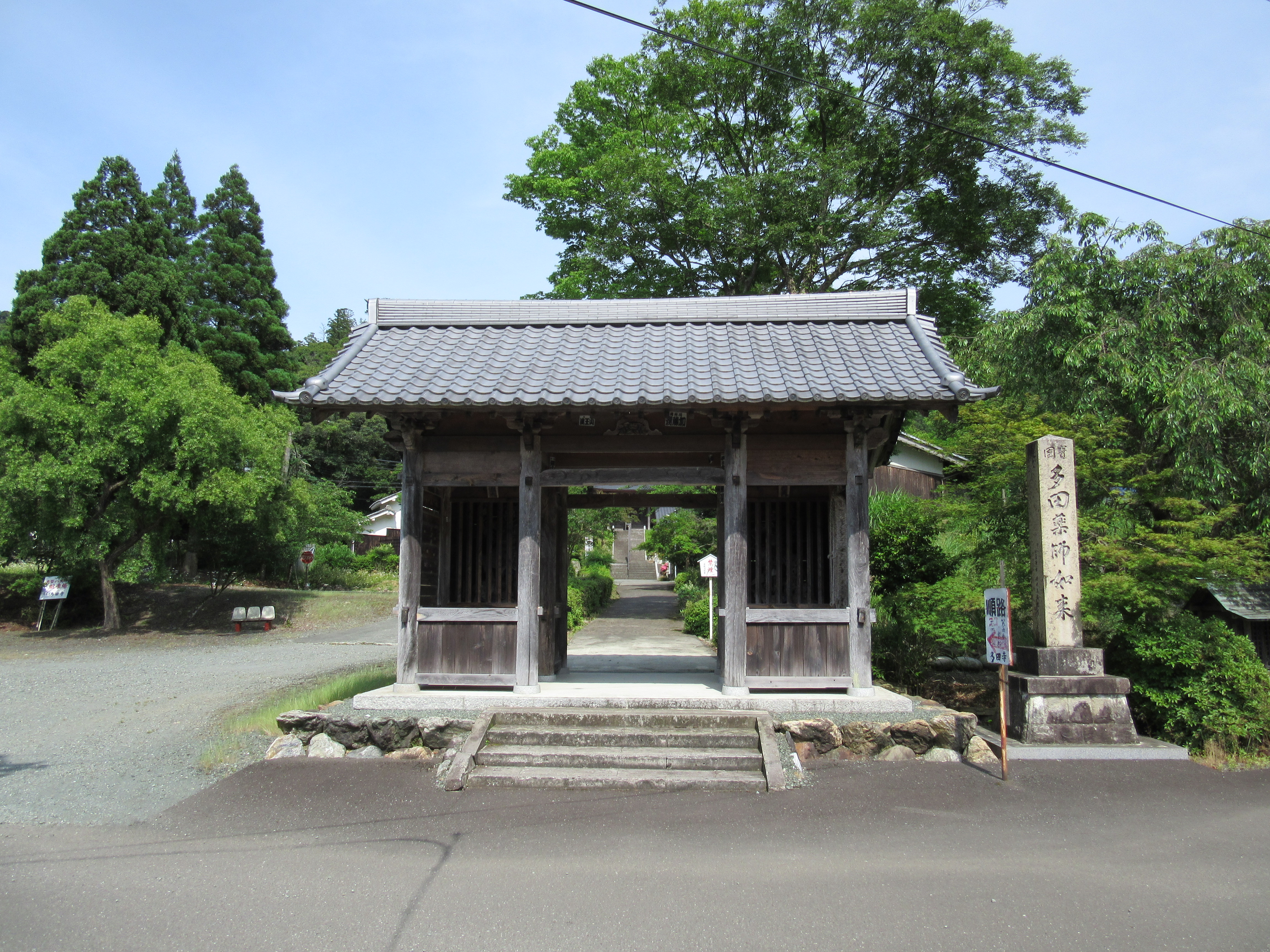
多田寺山門

多田寺（ただじ）は、福井県小浜市多田にある高野山真言宗の寺院。山号は石照山。本尊は薬師如来。
2015年（平成27年）4月24日、「海と都をつなぐ若狭の往来文化遺産群 - 御食国（みけつくに）若狭と鯖街道 - 」の構成文化財として日本遺産に認定される。

## 歴史
天平勝宝元年（749年）に孝謙天皇の勅願によって勝行上人が創建したと伝えられ、最盛期には子院12を数えた。本尊を納める厨子は寛永11年（1634年）に小浜藩主となった酒井忠勝により寄進されたものである。現在は文化4年（1807年）に再建された本堂が残る。

## 文化財
重要文化財
- 木造薬師如来立像・木造十一面観音菩薩立像・木造菩薩立像（3躯一括指定）[2]
  - 木造薬師如来立像[3][4]

多田寺の本尊で、平安時代初期の作。像高192.5cm。本体から台座蓮肉まで通してカヤの一木造、薬壺を持たない薬師如来である。下半身部分のY字状の衣文の処理は唐招提寺旧講堂薬師如来像、神護寺薬師如来像などの平安初期彫像に共通する様式である。
旧日本三大薬師の一つとして主に眼病祈願の参拝客が多い。
  - 木造十一面観音立像[5][4]（伝・日光菩薩）

頭上に菩薩面を表した十一面観音像であるが、当寺では薬師如来の脇侍として日光菩薩と称されている[6]。奈良時代末期から平安時代初期の作。像高154cm。カヤの一木造。胸飾、瓔珞（ようらく）を本体と共木から彫出する点、両足部の衣文構成などに奈良時代の作風がうかがえる。
  - 木造菩薩立像[7][4]（伝・月光菩薩）

薬師如来の脇侍として月光（がっこう）菩薩と称されているが、本来の像名は不明。平安時代初期の作。像高144.2cm。カヤの一木造。

県指定有形文化財
- 木造阿弥陀如来坐像[8] 3躯

藤原時代の作。桧材割矧造、彫眼、漆箔。像高は各92.5cm、91.5cm、144.5cm。
- 木造四天王立像[9] 4躯

藤原時代の作。像高は持国天121.6cm、増長天119.5cm、広目天118.8cm、多聞天117.4cm
市指定文化財
- 本堂

1807年（文化4年）に再建。三間×三間の内陣前に三間×一間の礼堂を設ける。
その他
- 多田満仲念持仏 1躯
- 多田満仲の墓
- 曾我兄弟の墓
- 虎御前の墓

## 札所
- 北陸三十三ヵ所観音霊場第4番札所
- 北陸白寿観音霊場第2番札所
- 若狭観音霊場第18番札所

## 交通アクセス
- JR西日本小浜線小浜駅から車で15分
- JRバス木崎橋下車徒歩10分
- 舞鶴若狭自動車道小浜ICから約4km
- 若狭西部広域農道多田から約1km

## 近隣情報
- 明通寺
- 萬徳寺
- 妙楽寺
- 若狭神宮寺
- 若狭彦神社